# 코린시아 호텔 하르툼
코린시아 호텔 카르툼(Corinthia Hotel Khartoum)은 수단의 수도 하르툼에 있는 5성급 호텔로, 청나일강과 백나일강이 만나는 지점이자, 하르툼의 상업, 행정 중심 지구에 있다.
2008년 8월 17일에 문을 열었으며, 230개의 객실, 57개의 스위트, 6개의 식당, 그리고 스파, 테니스 및 스쿼시 코트 등을 갖추고 있다.
리비아 정부가 8000만 유로 가량의 자금을 대고 건물을 지었으며, 건물의 외형은 범선의 모양을 본딴 것으로, 타원형 형태이다. 리비아의 지원으로 지어졌기 때문에, "카다피의 달걀"이라고도 불린다.